# John Gielgud
Sir Arthur John Gielgud (IPA: /ˈɡiːlɡʊd/; Kensington, 14 aprile 1904 – Wotton Underwood, 21 maggio 2000) è stato un attore britannico.
Tra i film da lui interpretati: Giulio Cesare (1953), Il caro estinto (1965), Falstaff (1966), Providence (1977), Arturo (1981, per il quale vinse l'Oscar come miglior attore non protagonista nel 1982), Barbablù, Barbablù (1987), L'ultima tempesta (1991), Shine (1996).

## Biografia
John Gielgud nacque nel distretto di Kensington, a Londra, da Kate Terry e Frank Gielgud (cattolico di origini lituane). Nipote di Kate Terry, sorella della celebre attrice Ellen Terry, frequentò la scuola di Westminster, dove ottenne la King's Scholarship, dopodiché studiò alla Royal Academy of Dramatic Art ed ebbe un iniziale successo come attore teatrale in ruoli classici.
Interpretò da protagonista e diresse molte produzioni della Royal Shakespeare Company a Stratford-upon-Avon, città natale del Bardo. Il suo Amleto  shakespeariano del 1936 venne particolarmente apprezzato e acclamato, al punto tale che è opinione diffusa ricordare tuttora Gielgud come il più grande interprete del celeberrimo personaggio di Shakespeare.
Nonostante avesse iniziato a comparire in pellicole britanniche fin dagli anni trenta, non ebbe un reale successo sul grande schermo fino agli ultimi decenni della sua vita. I suoi ruoli cinematografici includono: Benjamin Disraeli in Il primo ministro (1940), Cassio in Giulio Cesare (1953) e il duca di Clarence nel Riccardo III (1955) di Laurence Olivier. Diversamente da Olivier, rimase soprattutto un attore di teatro, cosicché la rivalità fra i due fu minima. Con il passare degli anni, Gielgud cominciò ad adattarsi alle nuove tendenze del teatro, comparendo nelle opere di David Storey (Home), Charles Wood (Veterani), Edward Bond (Bingo) e Harold Pinter (Terra di nessuno).
Vinse un Oscar al miglior attore non protagonista per il ruolo del maggiordomo sardonico di Arturo (1981), e la sua interpretazione in Shine (1996) venne applaudita dalla critica. Gielgud è stato inoltre uno dei pochi attori ad aver vinto un Emmy, un Grammy, un Oscar, un Tony e un BAFTA. Nominato Cavaliere durante l'incoronazione del 1953, divenne in seguito Companion of Honour nel 1977, e fu infine ammesso all'Ordine del Merito nel 1996.
Nel 1992 il regista Kenneth Branagh gli rese omaggio dirigendolo nel cortometraggio Il canto del cigno (tratto dall'omonima opera teatrale del 1887 di Anton Čechov) nel quale un vecchio attore ubriaco e malato, rimasto chiuso in un teatro dopo lo spettacolo, rievoca i suoi grandi successi.
La sua ultima interpretazione, nel 2000, fu in un adattamento cinematografico dell'atto unico Catastrofe di Samuel Beckett, con la collaborazione di Harold Pinter; Gielgud morì poche settimane prima che la produzione fosse completata, all'età di 96 anni, per cause naturali.

### Vita privata
Quando fu condannato per atti osceni in luogo pubblico nel 1953, invece di essere criticato dal pubblico, ottenne nella sua seguente apparizione un'ovazione. Fu l'inizio della lotta per decriminalizzare l'omosessualità in Inghilterra e nel Galles. Il suo compagno Martin Hensler morì appena alcuni mesi prima di Gielgud, nel 2000.
John Gielgud credeva che gli animali non dovessero essere sfruttati; era particolarmente affezionato agli uccelli e si unì alla campagna dell'associazione animalista contro l'industria di foie gras all'inizio degli anni novanta, illustrando in un video le pratiche di ingrassamento forzato delle oche e delle anatre.
Ricevette due volte il premio Humanitarian of the Year da parte del People for the Ethical Treatment of Animals, nel 1994 e nel 1999.

## Filmografia parziale

### Cinema
- The Good Companions, regia di Victor Saville (1933)
- Amore e mistero (The Secret Agent), regia di Alfred Hitchcock (1936)
- Giulio Cesare (Julius Caesar), regia di Joseph L. Mankiewicz (1953)
- Giulietta e Romeo, regia di Renato Castellani (1954)
- Riccardo III (Richard III), regia di Laurence Olivier (1955)
- Il giro del mondo in 80 giorni (Around the World in Eighty Days), regia di Michael Anderson (1956)
- Il grande amore di Elisabetta Barrett (The Barretts of Wimpole Street), regia di Sidney Franklin (1957)
- Santa Giovanna (Saint Joan), regia di Otto Preminger (1957)
- Becket e il suo re (Becket), regia di Peter Glenville (1964)
- Il caro estinto (The Loved One), regia di Tony Richardson (1965)
- Falstaff (Campanadas a medianoche), regia di Orson Welles (1966)
- Sebastian, regia di David Greene (1968)
- I seicento di Balaklava (The Charge of the Light Brigade), regia di Tony Richardson (1968)
- Mandato di uccidere (Assignment to Kill), regia di Sheldon Reynolds (1968)
- L'uomo venuto dal Kremlino (The Shoes of the Fisherman), regia di Michael Anderson (1968)
- Oh, che bella guerra! (Oh! What a Lovely War), regia di Richard Attenborough (1969)
- 23 pugnali per Cesare (Julius Caesar), regia di Stuart Burge (1970)
- Eagle in a Cage, regia di Fielder Cook (1971)
- Orizzonte perduto (Lost Horizon), regia di Charles Jarrott (1973)
- Niente può essere lasciato al caso (11 Harrowhouse), regia di Aram Avakian (1974)
- Gold - Il segno del potere (Gold), regia di Peter R. Hunt (1974)
- Assassinio sull'Orient Express (Murder on the Orient Express), regia di Sidney Lumet (1974)
- Galileo, regia di Joseph Losey (1975)
- La battaglia delle aquile (Aces High), regia di Jack Gold (1976)
- Providence, regia di Alain Resnais (1977)
- Joseph Andrews, regia di Tony Richardson (1977)
- Assassinio su commissione (Murder By Decree), regia di Bob Clark (1979)
- Caligola, regia di Tinto Brass (1979)
- Il fattore umano (The Human Factor), regia di Otto Preminger (1979)
- Direttore d'orchestra (Dyrygent), regia di Andrzej Wajda (1979)
- The Elephant Man, regia di David Lynch (1980)
- La formula (The Formula), regia di John G. Avildsen (1980)
- Momenti di gloria (Chariots of Fire), regia di Hugh Hudson (1981)
- Il leone del deserto (Lion of the Desert), regia di Moustapha Akkad (1981)
- Priest of Love, regia di Christopher Miles (1981)
- Arturo (Arthur), regia di Steve Gordon (1982)
- Gandhi, regia di Richard Attenborough (1982)
- L'avventuriera perversa (The Wicked Lady), regia di Michael Winner (1983)
- Plenty, regia di Fred Schepisi (1985)
- Investigazione letale (The Whistle Blower), regia di Simon Langton (1986)
- Barbablù, Barbablù, regia di Fabio Carpi (1987)
- Appuntamento con la morte (Appointment with Death), regia di Michael Winner (1988)
- Arturo 2: On the Rocks (Arthur 2: On the Rocks), regia di Bud Yorkin (1988)
- L'ultima tempesta (Prospero's Books), regia di Peter Greenaway (1991)
- Vite sospese (Shinin g Through), regia di David Seltzer (1992)
- La forza del singolo (The Power of One), regia di John G. Avildsen (1992)
- Il primo cavaliere (First Knight), regia di Jerry Zucker (1995)
- Fantasmi (Haunted), regia di Lewis Gilbert (1995)
- Shine, regia di Scott Hicks (1996)
- Ritratto di signora (The Portrait of a Lady), regia di Jane Campion (1996)
- Hamlet, regia di Kenneth Branagh (1996)
- Riccardo III - Un uomo, un re (Looking for Richard), regia di Al Pacino (1996)
- Elizabeth, regia di Shekhar Kapur (1998)

### Televisione
- ABC Stage 67 – serie TV, episodio 1x01 (1966)
- BBC Television Shakespeare – serie TV (1978-1985)
- Ritorno a Brideshead (Brideshead Revisited) – miniserie TV (1981)
- Il gobbo di Notre Dame (The Hunchback of Notre Dame), regia di Michael Tuchner – film TV (1982)
- Scarlatto e nero (The Scarlet and the Black), regia di Jerry London – film TV (1983)
- Il fantasma di Canterville (The Canterville Ghost), regia di Paul Bogart – film TV (1986)
- Un uomo per tutte le stagioni (A Man for All Seasons), regia di Charlton Heston – film TV (1988)
- Ricordi di guerra (War and Remembrance) – miniserie TV (1989)
- I viaggi di Gulliver (Gulliver's Travels), regia di Charles Sturridge – miniserie TV (1996)
- Merlino (Merlin), regia di Steve Barron – miniserie TV (1998)

### Doppiaggio
- Hamlet, regia di John Gielgud (1964)
- Dragonheart, Rob Cohen (1996)
- La spada magica - Alla ricerca di Camelot (Quest for Camelot), regia di Frederik Du Chau (1998)

## Teatrografia parziale

### Attore
- Enrico V, di William Shakespeare. Old Vic di Londra (1921)
- Re Lear, di William Shakespeare. Old Vic di Londra (1922)
- Peer Gynt, di Henrik Ibsen. Old Vic di Londra (1922)
- Come vi piace, di William Shakespeare. Old Vic di Londra (1922)
- La commedia degli errori, di William Shakespeare. Old Vic di Londra (1922)
- Ella si umilia per vincere, di Oliver Goldsmith. Oxford Playhouse di Oxford (1924)
- Romeo e Giulietta, di William Shakespeare. RADA e Regent Theatre di Londra (1924)
- Candida, di George Bernard Shaw. Oxford Playhouse di Oxford (1924)
- John Gabriel Borkman, di Henrik Ibsen. Oxford Playhouse di Oxford (1924)
- Il giardino dei ciliegi, di Anton Čechov. Oxford Playhouse di Oxford (1925)
- Il vortice, di Noël Coward. Royal Court e Comedy Theatre di Londra (1925)
- La donna del mare, di Henrik Ibsen. Oxford Playhouse di Oxford (1925)
- L'uomo dal fiore in bocca, di Luigi Pirandello. Oxford Playhouse di Oxford (1925)
- I due gentiluomini di Verona, di William Shakespeare. Apollo Theatre di Londra (1925)
- Il gabbiano, di Anton Čechov. Little Theatre di Londra (1925)
- La tragica storia del Dottor Faust, di Christopher Marlowe. New Oxford Theatre di Londra (1925)
- La tempesta, di William Shakespeare. Savoy Theatre di Londra (1926)
- Tre sorelle, di Anton Čechov. Barnes Theatre di Londra (1926)
- Amleto, di William Shakespeare. Royal Court Theatre di Londra (1926)
- Romeo e Giulietta, di William Shakespeare. London Coliseum di Londra (1926)
- Enrico VI, di William Shakespeare. Lyric Hammersmith Theatre di Londra (1926)
- La signora delle camelie, di Alexandre Dumas. Garrick Theatre di Londra (1926)
- Otello, di William Shakespeare. Apollo Theatre di Londra (1927)
- Spettri, di Henrik Ibsen. Arts Theatre e Wyndham's Theatre di Londra (1928)
- Il gabbiano, di Anton Čechov. Arts Theatre di Londra (1929)
- Romeo e Giulietta, di William Shakespeare. Old Vic (1929) e Haymarket Theatre di Londra (1930)
- Il mercante di Venezia, di William Shakespeare. Old Vic di Londra (1929)
- Il malato immaginario, di Molière. Old Vic di Londra (1929)
- Riccardo II, di William Shakespeare. Old Vic di Londra (1929 e 1930)
- Sogno di una notte di mezza estate, di William Shakespeare. Old Vic di Londra (1929)
- Giulio Cesare, di William Shakespeare. Old Vic di Londra (1930)
- Come vi piace, di William Shakespeare. Old Vic di Londra (1930)
- Macbeth, di William Shakespeare. Old Vic di Londra (1930)
- L'uomo dal fiore in bocca, di Luigi Pirandello. Old Vic di Londra (1930)
- Amleto, di William Shakespeare. Old Vic e Queen's Theatre di Londra (1930)
- L'importanza di chiamarsi Ernesto, di Oscar Wilde. Lyric Hammersmith Theatre di Londra (1930)
- Enrico IV, parte I, di William Shakespeare. Old Vic di Londra (1930)
- La tempesta, di William Shakespeare. Old Vic (1930) e Teatro Sadler's Wells di Londra (1931)
- Antonio e Cleopatra, di William Shakespeare. Old Vic di Londra (1930)
- La dodicesima notte, di William Shakespeare. Teatro Sadler's Wells di Londra (1931)
- Molto rumore per nulla, di William Shakespeare. Old Vic di Londra (1931)
- Re Lear, di William Shakespeare. Old Vic di Londra (1931)
- Amleto, di William Shakespeare. New London Theatre di Londra (1934), Royal Alexandra Theatre di Toronto, Saint James Theatre di Broadway (1936), Shubert Theatre di Broadway (1937), Haymarket Theatre di Londra (1944)
- Romeo e Giulietta, di William Shakespeare. New London Theatre di Londra (1935)
- Il gabbiano, di Anton Čechov. New London Theatre di Londra (1936)
- Riccardo II, di William Shakespeare. Queen's Theatre di Londra (1937)
- Tre sorelle, di Anton Čechov. Queen's Theatre di Londra (1938)
- Il mercante di Venezia, di William Shakespeare. Queen's Theatre di Londra (1938)
- L'importanza di chiamarsi Ernesto, di Oscar Wilde. Globe Theatre (1939) e Phoenix Theatre di Londra (1942)
- L'opera del mendicante, di John Gay. Haymarket Theatre di Londra (1940)
- Re Lear, di William Shakespeare. Old Vic di Londra (1940)
- La tempesta, di William Shakespeare. Old Vic di Londra (1940)
- La dama bruna dei sonetti, di George Bernard Shaw. ENSA di Edimburgo (1940)
- Macbeth, di William Shakespeare. Tour britannico (1942)
- La via del mondo, di William Congreve. New London Theatre di Londra (1942)
- Il dilemma del dottore, di George Bernard Shaw. Haymarket Theatre di Londra (1943)
- Sogno di una notte di mezza estate, di William Shakespeare. Haymarket Theatre di Londra (1945)
- La duchessa di Amalfi, di John Webster. Haymarket Theatre di Londra (1945)
- Spirito allegro, di Noël Coward. Tour asiatico (1945)
- The Lady's Not For Burning, di Christopher Fry. Globe Theatre di Londra (1949)
- Misura per misura, di William Shakespeare. Royal Shakespeare Theatre di Stratford-upon-Avon (1950)
- Giulio Cesare, di William Shakespeare. Royal Shakespeare Theatre di Stratford-upon-Avon (1950)
- Molto rumore per nulla, di William Shakespeare. Royal Shakespeare Theatre di Stratford-upon-Avon (1950), Phoenix Theatre di Londra (1952), Palace Theatre di Londra & tour europeo (1955)
- Re Lear, di William Shakespeare. Royal Shakespeare Theatre di Stratford-upon-Avon (1950), Palace Theatre di Londra & tour europeo (1955)
- La tempesta, di William Shakespeare. Royal Shakespeare Theatre di Stratford, Theatre Royal Drury Lane di Londra (1957)
- Enrico VIII, di William Shakespeare. Old Vic di Londra e tour europeo (1958)
- Otello, di William Shakespeare. Royal Shakespeare Theatre di Stratford-upon-Avon (1961)
- Il giardino dei ciliegi, di Anton Čechov. Royal Shakespeare Theatre di Stratford-upon-Avon (1961)
- Amleto, di William Shakespeare. Shubert Theatre di Broadway (1964)
- Piccola Alice, di Edward Albee. Nederlander Theatre di Broadway (1964)
- Ivanov, di Anton Čechov. Phoenix Theatre di Londra (1965) e Shubert Theatre di Broadway (1966)
- Edipo re, di Sofocle. Royal Festival Hall di Londra (1967), Old Vic di Londra (1968)
- Il Tartuffo, di Molière. Old Vic di Londra e tour (1967)
- Cesare e Cleopatra, di George Bernard Shaw. Chichester Theatre Festival di Chichester (1968)
- La tempesta, di William Shakespeare. Old Vic di Londra (1974)
- Terra di nessuno, di Harold Pinter. Old Vic e Wyndham's Theatre di Londra (1975), National Theatre di Londra & Longacre Theatre di Broadway (1976)
- Giulio Cesare, di William Shakespeare. National Theatre di Londra (1977)
- Volpone, di Ben Jonson. National Theatre di Londra (1977)
- Racconto di due città, da Charles Dickens. Royalty Theatre di Londra (1988)

### Regista

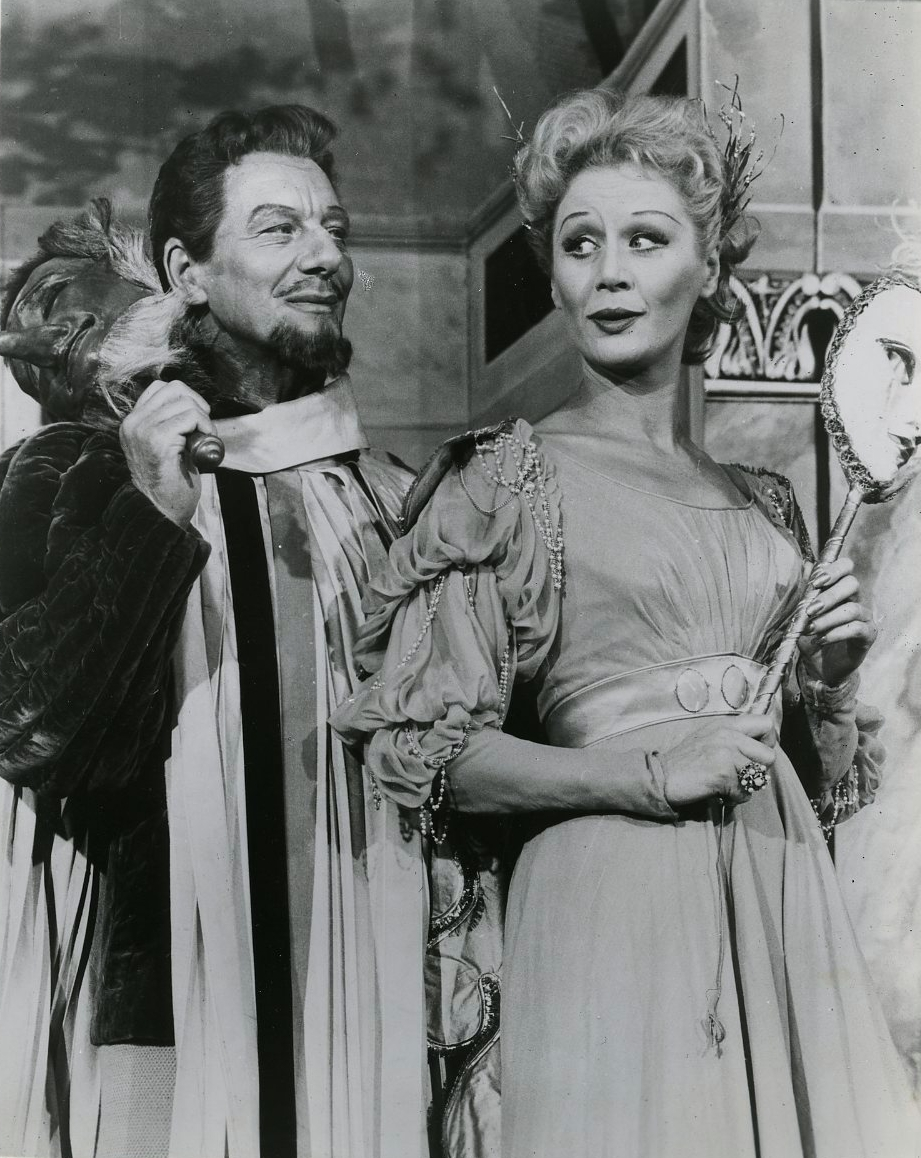
John Gielgud (Benedetto) e Margaret Leighton (Beatrice) in Molto rumore per nulla a Broadway (1959)

- Romeo e Giulietta, di William Shakespeare. New Theatre di Oxford e New Theatre di Londra (1932)
- Il mercante di Venezia, di William Shakespeare. Old Vic (1932) e Teatro Sadler's Wells di Londra (1933)
- La voce umana, di Francis Poulenc e Jean Cocteau. Ambassador Theatre di Londra (1933)
- Amleto, di William Shakespeare. New Theatre di Londra (1934)
- Il mercante di Venezia, di William Shakespeare. Queen's Theatre di Londra (1938)
- La dama bruna dei sonetti, di George Bernard Shaw. ENSA di Edimburgo (1940)
- L'opera del mendicante, di John Gay. Haymarket Theatre di Londra (1940)
- Il ventaglio di Lady Windermere, di Oscar Wilde. Haymarket Theatre (1945) e His Majesty's Theatre di Londra (1947)
- Lo zoo di vetro, di Tennessee Williams. Haymarket Theatre di Londra (1948)
- L'ereditiera, di Ruth e Augustus Goetz. Haymarket Theatre di Londra (1949)
- Molto rumore per nulla, di William Shakespeare. Royal Shakespeare Theatre di Stratford-upon-Avon (1949)
- Macbeth, di William Shakespeare. Royal Shakespeare Theatre di Stratford-upon-Avon (1952)
- Il giardino dei ciliegi, di Anton Čechov. Lyric Hammersmith Theatre di Londra (1953)
- La dodicesima notte, di William Shakespeare. Royal Shakespeare Theatre di Stratford-upon-Avon (1955)
- Molto rumore per nulla, di William Shakespeare. Palace Theatre di Londra e tournée europea (1955)
- Il giardino di gesso, di Enid Bagnold. Haymarket Theatre di Londra (1956)
- Les Troyens, di Hector Berlioz. Royal Opera House di Londra (1957)
- Amleto, di William Shakespeare. Shubert Theatre di Broadway (1964)
- Ivanov, di Anton Čechov. Phoenix Theatre di Londra (1965) e Shubert Theatre di Broadway (1966)
- Don Giovanni, di Wolfgang Amadeus Mozart e Lorenzo Da Ponte. London Coliseum di Londra (1968)
- All Over, di Edward Albee. Al Hirschfeld Theatre di Broadway (1971)
- Vite in privato, di Noël Coward. Queen's Theatre di Londra (1972), Richard Rodgers Theatre di Broadway (1974)

## Doppiatori italiani
Nelle versioni in italiano delle opere in cui ha recitato, John Gielgud è stato doppiato da:
- Giorgio Piazza in The Elephant Man, Arturo, Gandhi, Appuntamento con la morte, Il primo cavaliere
- Roberto Villa in 23 pugnali per Cesare, Gold - Il segno del potere, La formula, Momenti di gloria
- Alessandro Sperlì ne I seicento di Balaklava, Assassinio sull'Orient Express, Caligola
- Sandro Tuminelli in Ritorno a Brideshead, Shine, Elizabeth
- Sergio Graziani in Marco Polo, Plenty
- Stefano Sibaldi in Giulio Cesare
- Augusto Marcacci in Riccardo III
- Gianfranco Bellini ne Il giro del mondo in 80 giorni
- Emilio Cigoli in Becket e il suo re
- Giorgio Capecchi ne Il caro estinto
- Carlo D'Angelo in Falstaff
- Manlio Busoni ne L'uomo venuto dal Kremlino
- Giuseppe Rinaldi in Providence
- Omero Antonutti in Romeo e Giulietta
- Sergio Fiorentini in Riccardo II
- Nando Gazzolo in Assassinio su commissione
- Dante Biagioni ne Il leone del deserto
- Renato Turi ne L'avventuriera perversa
- Carlo Reali in Scarlatto e nero
- Mario Milita in Ricordi di guerra
- Gianni Musy ne L'ultima tempesta
- Mario Feliciani in Vite sospese
- Sandro Pellegrini ne La forza del singolo
- Luciano Melani in Fantasmi
- Gil Baroni in Riccardo III - Un uomo, un re
- Paolo Ferrari in Riccardo II (ridoppiaggio)
- Toni Orlandi in Appuntamento con la morte (ridoppiaggio)
- Riccardo Mantani in Ricordi di guerra (ridoppiaggio)

Da doppiatore è sostituito da:
- Sandro Tuminelli ne La spada magica - Alla ricerca di Camelot

## Pubblicazioni
- (EN) Early Stages, Londra, Macmillan, 1939, OCLC 250105547.
- (EN) Stage Directions, Londra, Heinemann, 1963, OCLC 255709348.
- (EN) Distinguished Company, Londra, Heinemann, 1972, ISBN 0435183532.
- (EN) An Actor and His Time, Londra, Sidgwick and Jackson, 1979, ISBN 0283985739.
- (EN) Richard Mangan, Gielgud's Letters, Londra, Weidenfeld and Nicolson, 2004, ISBN 0297829890.

## Riconoscimenti
- Premio Oscar
  - 1965 – Candidatura all'Oscar al miglior attore non protagonista per Becket e il suo re
  - 1982 – Oscar al miglior attore non protagonista per Arturo
- Primetime Emmy Awards
  - 1991 - Migliore attore protagonista in una miniserie o film - Summer's Lease